# Intro (chanson)
Singles de Alan Braxe et Fred Falke
Music Sounds Better With You
(1998) Palladium
(2002)
Pistes de The Upper Cuts
Music Sounds Better With You
(3) At Night
(5)
Intro est une chanson des DJs et compositeurs Alan Braxe et Fred Falke sortie le 14 octobre 2000 sous le label Cyber Prod en France. Le morceau n’est autre que la Face A du single Running, extrait de l'album The Upper Cuts (2005), la chanson a été composée et produite par Alan Braxe et Fred Falke. Pour Alan Braxe, ce titre qui succède à Music Sounds Better With You sous le groupe Stardust, lui permet de revenir dans les clubs dans le monde et particulièrement en Europe 2 ans après. Le titre se classe dans 3 hit-parades de pays différents, la France, la Belgique (Flandre et Wallonie) et dans une moindre mesure aux Pays-Bas.

## Classement par pays
| Classement (2000-2001)                  | Meilleure position |
| --------------------------------------- | ------------------ |
| Belgique (Flandre Ultratop 50 Singles)  | 2                  |
| Belgique (Wallonie Ultratop 50 Singles) | 34                 |
| France (SNEP)                           | 27                 |
| Pays-Bas (Nederlandse Top 40)           | 93                 |